# آلف آنینگ
آلف آنینگ (به انگلیسی: Alf Aanning) ژیمناست زادهٔ ۱۰ فوریهٔ ۱۸۹۶ میلادی اهل کشور نروژ است.